# 안나 룬드
안나 룬드(스웨덴어: Anna Lundh, 1987년 ~ )는 스웨덴의 모델, 액션 배우이다.

## 유년 시절
스웨덴의 유명 동화작가 아스트리드 린드그렌(Astrid Lindgren)을 존경했고 영향을 많이 받았던 안나 룬드는 유년시절 내내 '더 서바이버(Expedition Robinson)' 프로그램을 시청하면서 도전자가 되기를 원했다. 그러나, 이 프로그램은 안나 룬드가 성인이 되기전에 취소되었다. 안나 룬드는 아웃사이더(Outsiders")를 통하여 연예활동을 데뷔하였다.
수의사가 꿈이었던 그녀는 동물들과 친했으며, 교감을 느끼기 위하여 노력하였다. 16살에 안나 룬드는 그녀의 친구 에리카 소데만(Erika Söderman)과 스포츠 스턴트 우먼으로 활동을 했으며, 에리카 소데만은 차량을 두고 가장 높이 올라가는 신기록을 기네스북에 올렸으며, 안나 룬드와 에리카 소데만은 듀엣으로 가장 높이 올라가는 신기록을 세웠다.

## 연예계 데뷔
2008년 안나 룬드는 9천명의 경쟁율을 제치고 '더 서바이버'의 탑17인에 선정되었으며, 필리핀에서 촬영한 이 프로그램은 2009년 1월 12일, TV4에 의해 방영되었다. 이후 2009에도 탑 18에 캐스팅되어, 본격적인 연예활동을 시작하여, 글랜 헤이센(Glenn Hysén), 랄프 에즈트룀(Ralf Edström), 토마스 라벨리(Thomas Ravelli) 등 인터내셔날 올스타즈 챔피언에 참가하였다.
안나 룬드는 액션 스타로서 입지를 다지고, 세계 미인 대회인 2009년 미스 어스에 스웨덴 대표로 참가하기도 하였다
2011년 안나 룬드는 대한민국에서 개최된 세계 50개국을 대표하는 미녀들이 참가한 2011년 슈퍼탤런트 오브 더 월드에서 탑7과 어드밴쳐 퀸 타이틀을 차지했다.

## 슈퍼탤런트 인데이버
안나 룬드는 더서바이버 로빈슨 탐험대 프로그램 등에서 아프리카에서 사자들과 함께 생활을 했는 데, 이를 본 한국인들이 '암사자'라는 아티스트명을 만들어주었다. 2012년 11월 현재 암사자 안나 룬드 카툰을 제작중에 있으며, 한국을 방문하여 팬 사인회 및 각종 연예활동을 할 예정이다.

## 같이 보기
- 레일라 로페스
- 다이아나 스타코바
- 히만기니 싱 야두
- 슈퍼탤런트 오브 더 월드
- 브리튼스 갓 탤런트
- 아메리칸 아이돌
- 더 엑스 팩터
- 엘리트 모델 매니지먼트